# Świątynia hinduistyczna

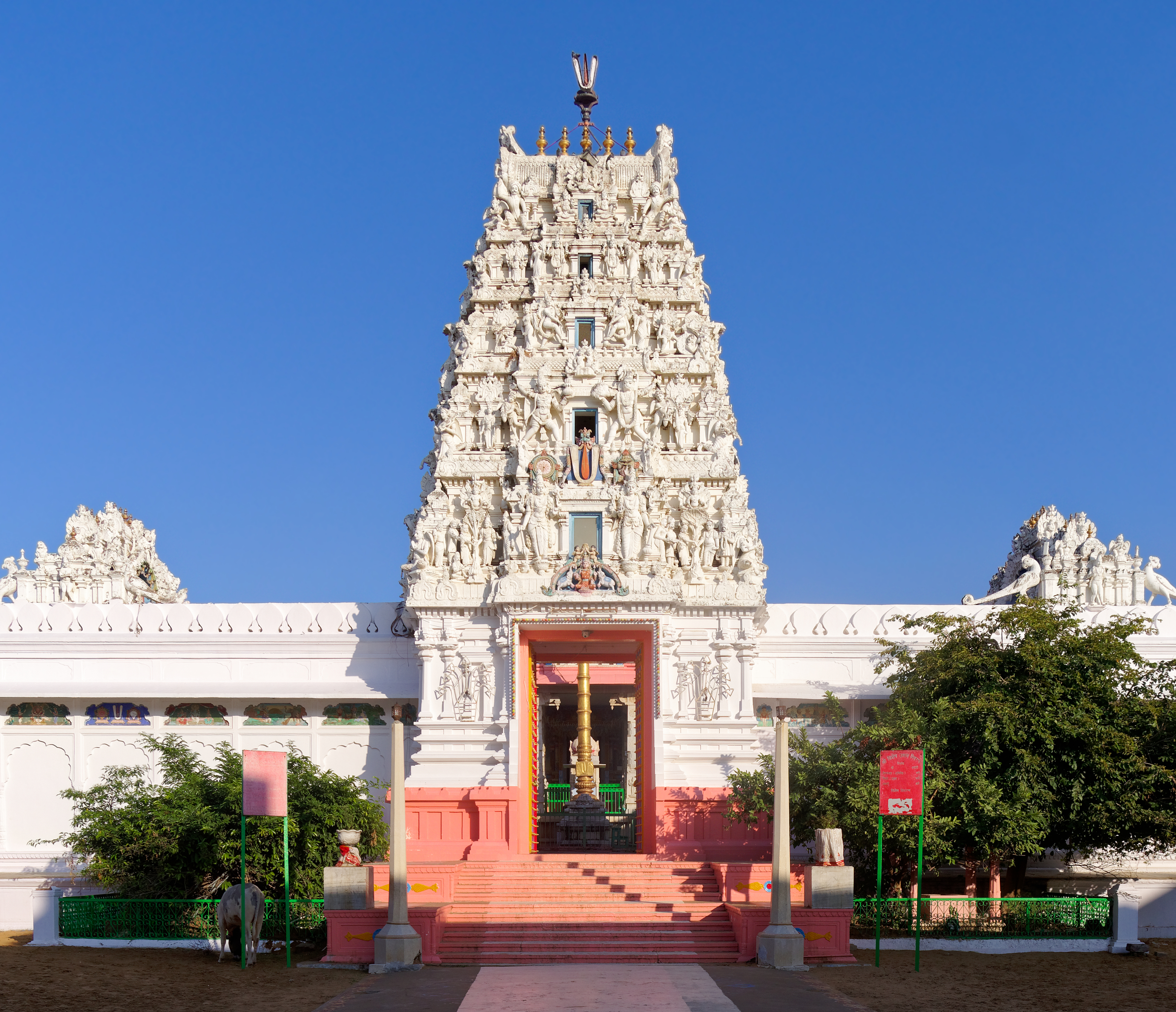
Świątynia w Puszkarze w Indiach

Świątynia hinduistyczna – obiekt sakralny właściwy dla kultu religijnego religii określanej szeroko rozumianą nazwą hinduizm. Tradycyjnie budowana jest w oparciu o zasady wyznaczane przez schemat wastupuruszamandali.
Jej najistotniejszym elementem składowym jest garbhagryha, która zawiera co najmniej jedno przedstawienie murti lub lingam, w obcowaniu z którym wyznawca doświadcza darśanu.

## Synonimy
Hinduizm zarówno współczesny, jak i w formach o szczególnej popularności w minionych stuleciach, stosuje różnorodne nazewnictwo na określenie świątyni. Oprócz najbardziej popularnych, czyli mandira  i koyil w różnych odmianach ich zapisów, pisma podają następujące synonimy dla nazwy świątyni:
- awasaka, alaja, aspada, ajatana, agara
- arćagryha
- bhawana
- dewalaja, dewajatana, dewakula, dewagra, dewagara, dewadhisznja
- dhaman, dhisznjaka
- geha, gryha,
- harmya
- kirtana, kszetra, kszaja
- laja
- niketana
- nilaja
- prasada, pada
- surasthana, saudha,
- sthana, sadana, sadma
- udawasita
- wimana
- weśma(n), wasa, wasu, wastuka
- wibudhagara
- wihara, ćajtja,

## Architektura
Elementy architektoniczne związane ze świątynią:
- amalaka, śikhara, gopura

Obiekty towarzyszące lub składowe głównego obiektu sakralnego, powiązane ze sprawowaniem kultu to między innymi:
- mandapa, dipastambha, kalam, kośagryha, ghaty, parikrama